# اولگوج
اولگوج (به لاتین: Ülgüc) یک منطقه مسکونی در جمهوری آذربایجان است که در شهرستان آق‌سو واقع شده است. اولگوج ۵۱۵ نفر جمعیت دارد.